# Charles Job

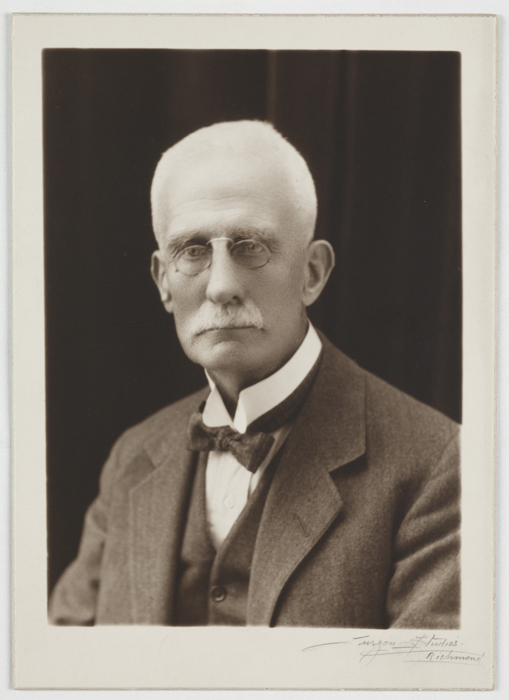
Charles Job

Charles Job (Londen, 1853 – aldaar, 1930) was een Engels fotograaf. Hij wordt gerekend tot de stroming van het picturalisme.

## Leven en werk
Job was van professie effectenmakelaar, maar werd al op jonge leeftijd gefascineerd door de fotografie. Als amateur exposeerde hij in 1893 voor het eerst op de jaarlijkse Londense tentoonstelling van de Royal Photographic Society, die hem twee jaar later de fellow status verleende. In 1900 werd hij verkozen tot lid van de Brotherhood of the Linked Ring, toentertijd de meest vooraanstaande kunstzinnige fotografievereniging in Europa.
Job fotografeerde veel in Sussex, maar reisde ook naar Bretagne, Italië en België, waar hij werd aangetrokken door het platteland, de rivieren en de kuddes schapen. Hij werkte in de stijl van het picturalisme en propageerde het artistieke karakter van de fotografie. Door het combineren van negatieven creëerde hij vaak zware wolkenluchten, in bruinachtige druktinten, waarmee hij een zekere uniciteit bereikte.
Werk van Job werd tussen 1890 en 1920 tentoongesteld in heel Europa: Londen, Leeds, Glasgow, Edinburgh, Parijs, Brussel, Hamburg, Berlijn, Florence, Turijn, Wenen en Amsterdam. In 1899 exposeerde hij bij Alfred Stieglitz' Camera Club of New York en de Philadelphia Photographic Salon. Tussen 1920 en 1928 had hij ook weer diverse exposities in de Verenigde Staten, onder andere in Los Angeles en San Francisco.
Tijdens de Eerste Wereldoorlog werkte Job in Liverpool, om in 1922 te verhuizen naar Richmond upon Thames. In 1928 kreeg hij de hoogste onderscheiding van de Royal Photographic Society. Twee jaar later overleed hij in Londen.

## Galerij

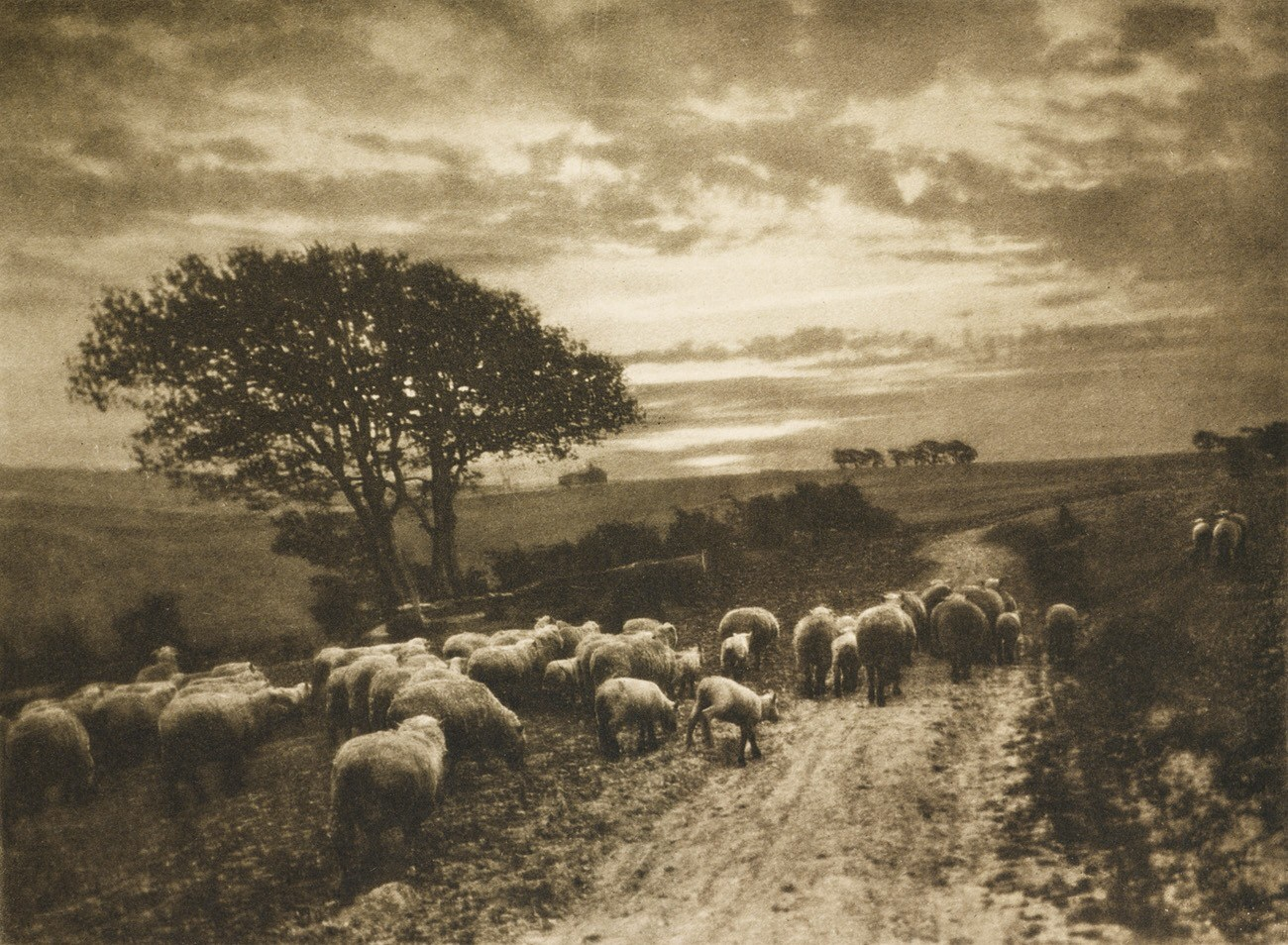
De kudde
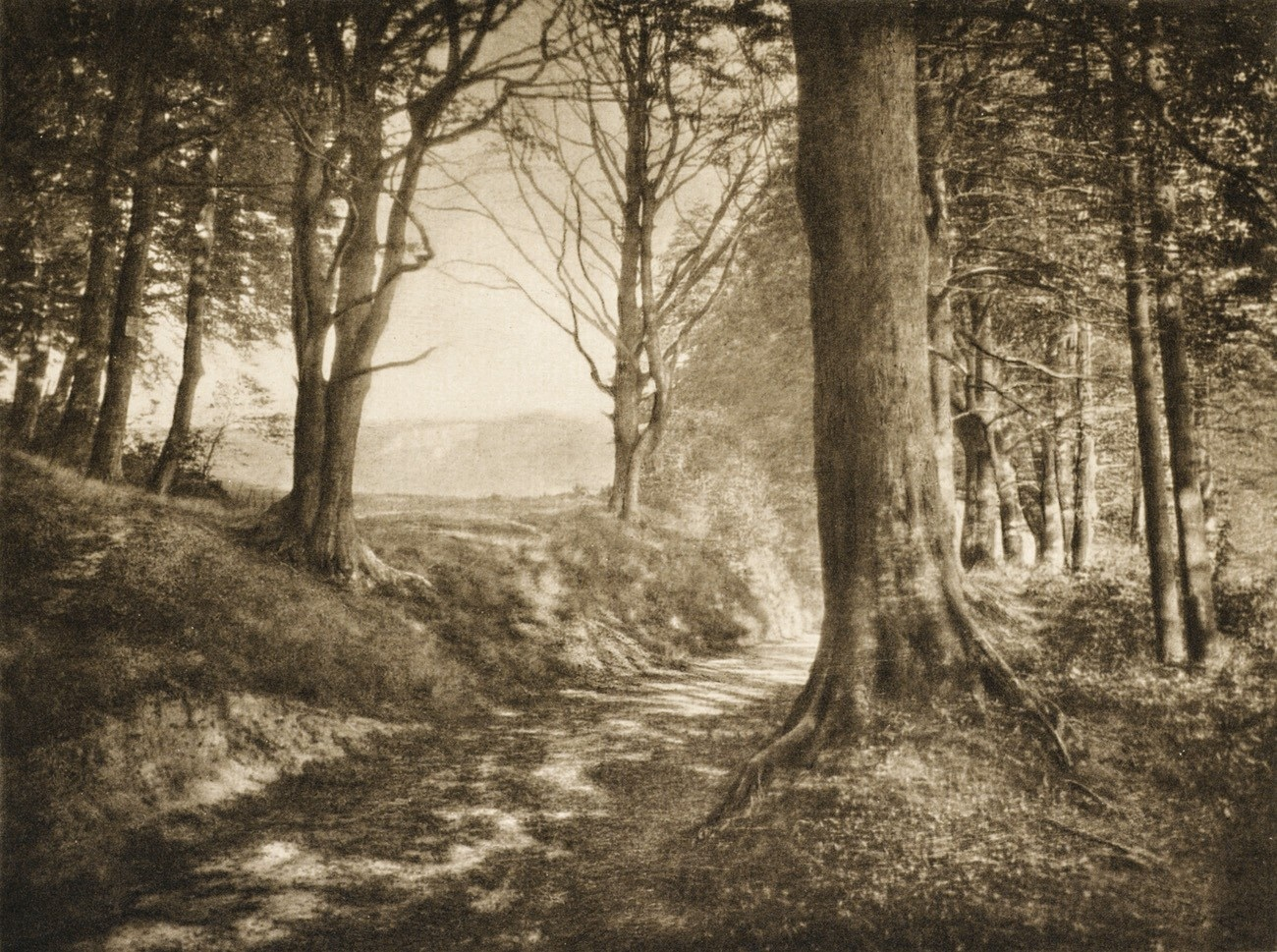
October sunshine
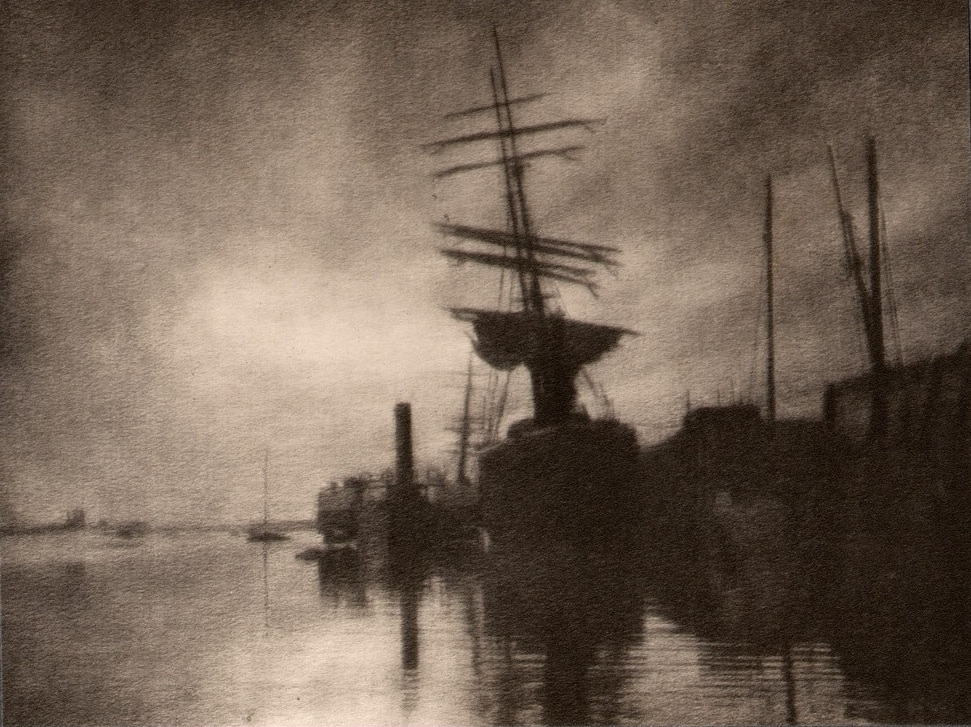
Marine
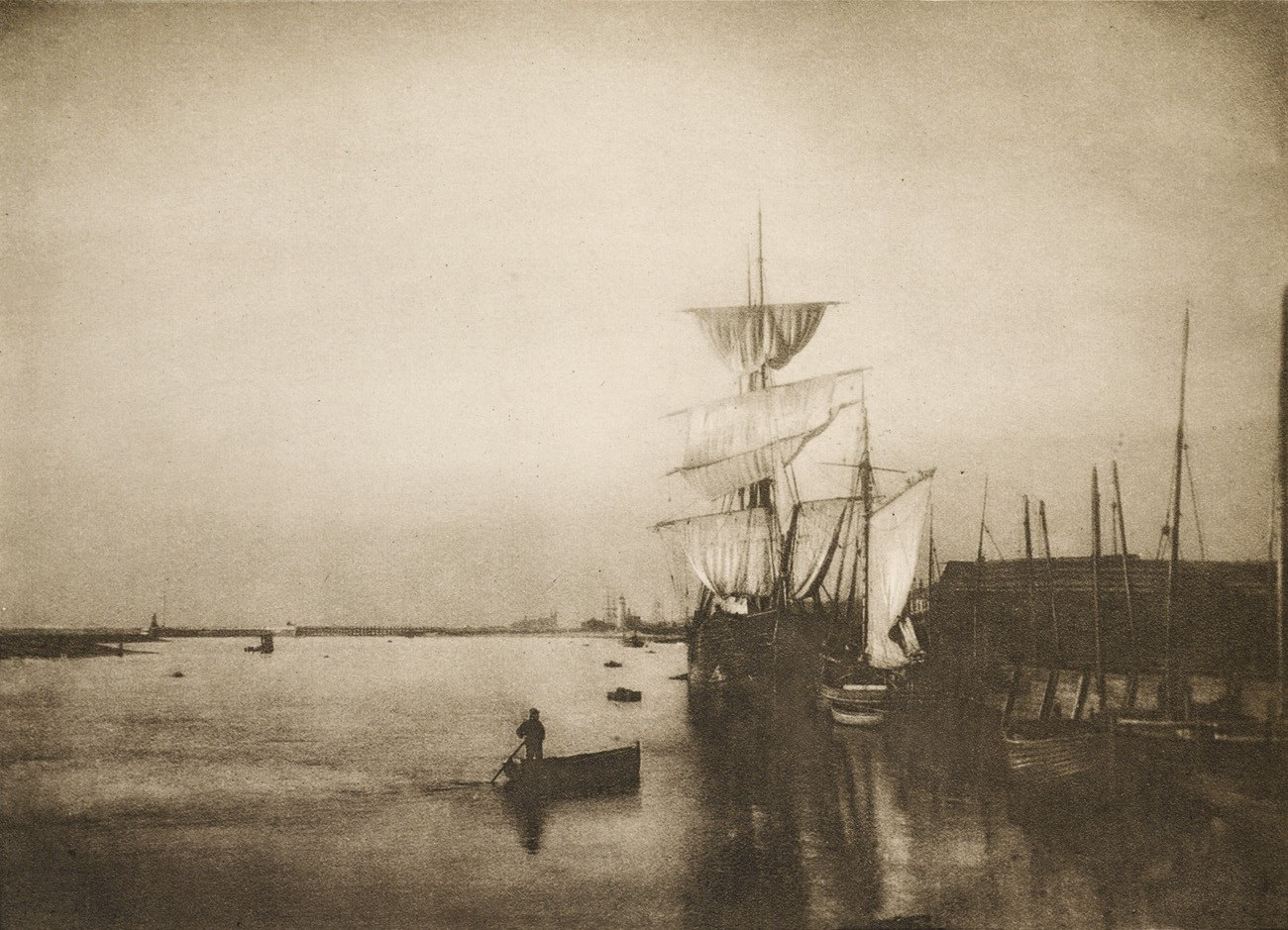
Evening calm
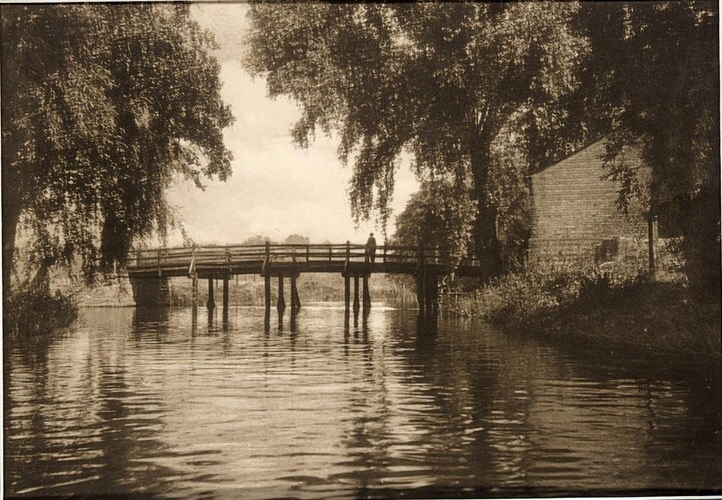
Lesser, Ouse
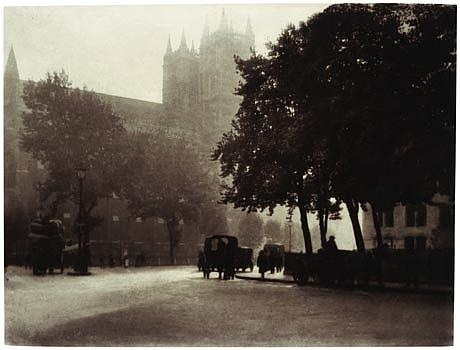
Autumn Haze
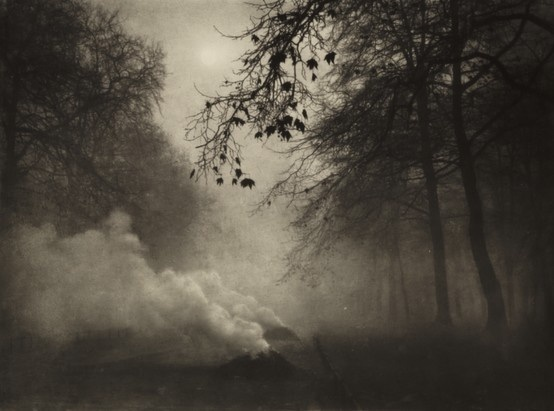
Burning leaves
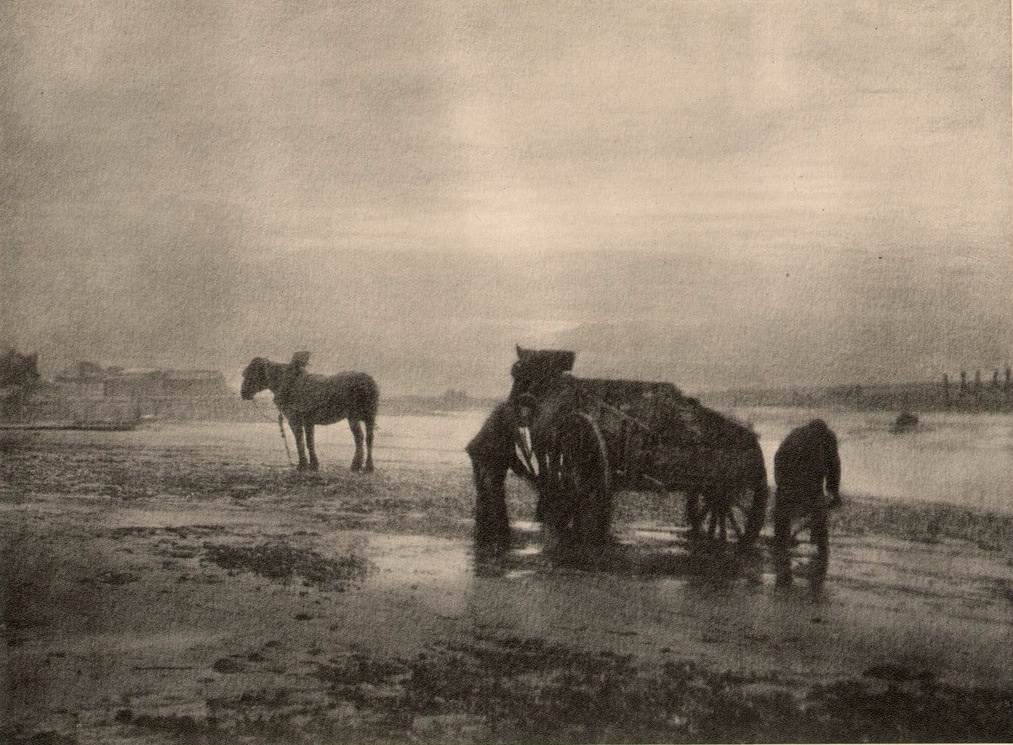
Sur la grève